# Rudy Gay
Rudy Carlton Gay Jr. (Baltimore, 17 de agosto de 1986) é um basquetebolista profissional norte-americano que atualmente joga no Utah Jazz da National Basketball Association (NBA). O ala de 2,03m jogou basquete universitário pela Universidade de Connecticut até ser selecionado com a 8ª escolha geral do Draft de 2006 da NBA pelo Houston Rockets. Rudy foi trocado para o Memphis Grizzlies alguns dias depois.